# Салфер-Спрінгс (Індіана)
Салфер-Спрінгс (англ. Sulphur Springs) — місто (англ. town) в США, в окрузі Генрі штату Індіана. Населення — 331 особа (2020).

## Географія
Салфер-Спрінгс розташований за координатами 39°59′43″ пн. ш. 85°25′57″ зх. д. / 39.99528° пн. ш. 85.43250° зх. д. (39.995254, -85.432473).  За даними Бюро перепису населення США в 2010 році місто мало площу 1,80 км², з яких 1,80 км² — суходіл та 0,00 км² — водойми.

## Демографія
Згідно з переписом 2010 року, у місті мешкало 399 осіб у 151 домогосподарстві у складі 108 родин. Густота населення становила 222 особи/км².  Було 164 помешкання (91/км²).
Расовий склад населення:
| - 98,7 % — білих |

До двох чи більше рас належало 1,0 %. Частка іспаномовних становила 0,0 % від усіх жителів.
За віковим діапазоном населення розподілялося таким чином: 27,1 % — особи молодші 18 років, 56,1 % — особи у віці 18—64 років, 16,8 % — особи у віці 65 років та старші. Медіана віку мешканця становила 37,9 року. На 100 осіб жіночої статі у місті припадало 96,6 чоловіків;  на 100 жінок у віці від 18 років та старших — 91,4 чоловіків також старших 18 років.
Середній дохід на одне домашнє господарство  становив 49 155 доларів США (медіана — 39 107), а середній дохід на одну сім'ю — 55 176 доларів (медіана — 50 417). Медіана доходів становила 34 750 доларів для чоловіків та 30 750 доларів для жінок. За межею бідності перебувало 14,4 % осіб, у тому числі 18,2 % дітей у віці до 18 років та 0,0 % осіб у віці 65 років та старших.
Цивільне працевлаштоване населення становило 176 осіб. Основні галузі зайнятості: освіта, охорона здоров'я та соціальна допомога — 23,3 %, роздрібна торгівля — 18,2 %, транспорт — 12,5 %, науковці, спеціалісти, менеджери — 8,5 %.